# RSV Petersberg
Der RSV Petersberg (offiziell: Rasensportverein Petersberg 1919 e.V.) ist ein Sportverein aus Petersberg im Landkreis Fulda. Die erste Fußballmannschaft spielte ein Jahr in der damals erstklassigen Gauliga Kurhessen.

## Geschichte
Der Verein wurde im Jahre 1919 als SV Petersberg gegründet und änderte nach dem Zweiten Weltkrieg seinen Namen in RSV Petersberg. Im Jahre 1940 scheiterten die Petersberger in der Aufstiegsrunde zur Gauliga Hessen an Hermannia Kassel. Ein Jahr später scheiterte die Mannschaft erneut in der Aufstiegsrunde, dieses Mal am BV Kassel 06. Da die Gauliga Hessen durch die neuen Gauligen Kurhessen und Hessen-Nassau ersetzt wurde durften die Petersberger dennoch aufsteigen. Als Tabellenletzter stieg der SV gleich wieder ab. Gegen den SV Kurhessen Kassel und bei Borussia Fulda unterlag die Mannschaft jeweils mit 2:10.
Nach dem Krieg gelang 1965 der Aufstieg in die Amateurliga Hessen, aus der die Mannschaft prompt wieder abstieg. Es folgten viele Jahre als Fahrstuhlmannschaft zwischen Landesliga und Gruppen- bzw. Bezirksoberliga. In der Saison 1989/90 wurde die Mannschaft vom ehemaligen Nationalspieler Klaus Toppmöller trainiert. Im Jahre 1991 stieg der RSV in die Landesliga Nord auf und schaffte drei Jahre später als Vizemeister hinter dem KSV Baunatal den Aufstieg in die Oberliga Hessen. In der Relegationsrunde scheiterte der RSV am SC Willingen und stieg ab. Nach einem weiteren Gastspiel in der nunmehr Verbandsliga genannten, zweithöchsten hessischen Spielklasse spielt der RSV nach dem Abstieg 2010 in der Gruppenliga Fulda. 2016 erfolgte der Aufstieg in der Verbandsliga.